# موند بايو
موند بايو (مسيسيبي) (بالإنجليزية: Mound Bayou, Mississippi)‏ هي مدينة تقع في الولايات المتحدة في مقاطعة بوليفار. يقدر عدد سكانها بـ 1,533 نسمة ومساحتها 2.3 كم2 وترتفع عن سطح البحر 44 متر.

## التركيبة السكانية
حدّد مكتب تعداد الولايات المتحدة بيانات التركيبة السكانية لموند بايو في تعداد الولايات المتحدة. في ما يلي، التركيبة السكانية حسب تعدادي 2000 و2010.

### تعداد عام 2000
بلغ عدد سكان موند بايو 2,102 نسمة بحسب تعداد عام 2000، وبلغ عدد الأسر 687 أسرة وعدد العائلات 505 عائلة مقيمة في المدينة. في حين سجلت الكثافة السكانية 926 نسمة لكل كيلومتر مربع (2,398.3/ميل2). وبلغ عدد الوحدات السكنية 723 وحدة بمتوسط كثافة قدره 318.5 لكل كيلومتر مربع (824.9/ميل2).
وتوزع التركيب العرقي للمدينة بنسبة 0.81% من البيض و98.43% من الأمريكيين الأفارقة و0.05% من الأمريكيين الأصليين و0.24% من الأمريكيين ذوي الأصول الآسيوية و0.05% من الأعراق الأخرى و0.43% من عرقين مختلطين أو أكثر و0.38% من الهسبانيون أو اللاتينيون من أي عرق.
بلغ عدد الأسر 687 أسرة كانت نسبة 50.9% منها لديها أطفال تحت سن الثامنة عشر تعيش معهم، وبلغت نسبة الأزواج القاطنين مع بعضهم البعض 24.7% من أصل المجموع الكلي للأسر، ونسبة 43.7% من الأسر كان لديها معيلات من الإناث دون وجود شريك،  بينما كانت نسبة 5.1% من الأسر لديها معيلون من الذكور دون وجود شريكة وكانت نسبة 26.5% من غير العائلات. تألفت نسبة 24.7% من أصل جميع الأسر من عدة أفراد يعيشون في نفس المنزل ونسبة 9.8% كانت تتألف من شخص يعيش بمفرده يبلغ من العمر 65 عاماً أو أكثر. وبلغ متوسط حجم الأسرة المعيشية 3.06، أما متوسط حجم العائلات فبلغ 3.66.
بلغ العمر الوسطي للسكان 26.6 عاماً. وكانت نسبة 34.7% من القاطنين تحت سن الثامنة عشر، وكانت نسبة 12.9% بين الثامنة عشر والرابعة والعشرين عاماً، ونسبة 23.5% كانت واقعةً في الفئة العمرية ما بين الخامسة والعشرين والرابعة والأربعين عاماً، ونسبة 19.1% كانت ما بين الخامسة والأربعين والرابعة والستين، ونسبة 9.8% كانت ضمن فئة الخامسة والستين عاماً فما فوق. يوجد لكل 100 أنثى 78.3 ذكر، ويوجد لكل 100 أنثى في الثامنة عشر من عمرها فما فوق 67.6 ذكر.
بلغ متوسط دخل الأسرة في المدينة 17,972 دولارًا، أما متوسط دخل العائلة فبلغ 19,770 دولارًا. وكان متوسط دخل الذكور 21,700 دولارًا مقابل 18,988 دولارًا للإناث. وسجل دخل الفرد الخاص بالمدينة 8,227 دولارًا. وكانت نسبة 41.9% من العائلات ونسبة 45.6% من السكان تحت خط الفقر، وكان من هؤلاء نسبة 58.6% تحت سن الثامنة عشر ونسبة 34.5% في الخامسة والستين من العمر وما فوق.

### تعداد عام 2010
بلغ عدد سكان موند بايو 1,533 نسمة بحسب تعداد عام 2010، وبلغ عدد الأسر 580 أسرة وعدد العائلات 368 عائلة مقيمة في المدينة. في حين سجلت الكثافة السكانية 675.3 نسمة لكل كيلومتر مربع (1,749.0/ميل2). وبلغ عدد الوحدات السكنية 649 وحدة بمتوسط كثافة قدره 285.9 لكل كيلومتر مربع (740.5/ميل2).
وتوزع التركيب العرقي للمدينة بنسبة 1.30% من البيض و98.56% من الأمريكيين الأفارقة و0.07% من الأمريكيين ذوي الأصول الآسيوية و0.07% من عرقين مختلطين أو أكثر و0.91% من الهسبانيون أو اللاتينيون من أي عرق.
بلغ عدد الأسر 580 أسرة كانت نسبة 38.3% منها لديها أطفال تحت سن الثامنة عشر تعيش معهم، وبلغت نسبة الأزواج القاطنين مع بعضهم البعض 18.6% من أصل المجموع الكلي للأسر، ونسبة 38.1% من الأسر كان لديها معيلات من الإناث دون وجود شريك،  بينما كانت نسبة 6.7% من الأسر لديها معيلون من الذكور دون وجود شريكة وكانت نسبة 36.6% من غير العائلات. تألفت نسبة 33.3% من أصل جميع الأسر من عدة أفراد يعيشون في نفس المنزل ونسبة 11.2% كانت تتألف من شخص يعيش بمفرده يبلغ من العمر 65 عاماً أو أكثر. وبلغ متوسط حجم الأسرة المعيشية 2.64، أما متوسط حجم العائلات فبلغ 3.43.
بلغ العمر الوسطي للسكان 31.5 عاماً. وكانت نسبة 29% من القاطنين تحت سن الثامنة عشر، وكانت نسبة 11.7% بين الثامنة عشر والرابعة والعشرين عاماً، ونسبة 22.8% كانت واقعةً في الفئة العمرية ما بين الخامسة والعشرين والرابعة والأربعين عاماً، ونسبة 25.4% كانت ما بين الخامسة والأربعين والرابعة والستين، ونسبة 11% كانت ضمن فئة الخامسة والستين عاماً فما فوق. وتوزع التركيب الجنسي للسكان بنسبة 44.1% ذكور و55.9% إناث.

## أعلام
- لورينزو غراي
- فاني لو هامر
- كيفن هنري
- هيرمان سميث
- جون إيوبانكس
- كاتي هال